# Kiraoli
Kiraoli is een nagar panchayat (plaats) in het district Agra van de Indiase staat Uttar Pradesh. 

## Demografie
Volgens de Indiase volkstelling van 2001 wonen er 18.921 mensen in Kiraoli, waarvan 53% mannelijk en 47% vrouwelijk is. De plaats heeft een alfabetiseringsgraad van 49%. 